# Seymour Schwartzman
Seymour Schwartzman (Brooklyn, 7 dicembre 1930 – Plantation, 18 gennaio 2009) è stato un cantante lirico e cantore statunitense.
Fu il primo baritono della New York City Opera, dove si esibì in più di trenta ruoli, che vanno a sommarsi alle numerose interpretazioni nei teatri d'opera e nei palcoscenici degli altri Paesi. Orestò servizio come chazzan della Sinagoga Beth Sholom di Elkins Park, in Pennsylvania.

## Biografia
Figlio d'arte, appartenente alla terza generazione di cantori in una famiglia di origine ebraica, apprese le basi della professione direttamente dal padre. Dopo aver prestato servizio nell'esercito degli Stati Uniti, si iscrisse al corso di musica sacra all'Hebrew Union College, mentre collaborava come cantore del Tempio Beth Emeth di Teaneck, nel New Jersey. Conclusi gli studi nel '53, per tre anni ricoprì il ruolo di cantore della Congregazione di Beth Israel a Providence, nel Rhode Island, finché fu assunto come primo cantore della nuova congregazione Beth Sholom di Elkins Park, in Pennsylvania.
Dopo aver studiato per alcuni anni musica classica e canto teatrale con Robert Weede, ottenne una borsa di studio che gli permise di diplomarsi all'Academy of Vocal Arts di Filadelfia, dove ebbe come docente Dorothy di Scala.
Nel 1964, debuttò con la Lyric Opera Company di Filadelfia nel ruolo di Sonora de La fanciulla del West. Fino al 1966, continuò a cantare con tale compagnia e con la Little Lyric Opera Company.
Il 12 novembre 1965, debuttò alla New York City Opera come il Giorgio Germont de La traviata.  L'anno successivo, fu uno dei quattro vincitori delle American Opera Auditions, che gli portarono l'ingaggio al Teatro Nuovo di Milano nel ruolo di David della commedia lirica L'amico Fritz. Sempre nel '66, fu anche il primo selezionato alle audizioni dell'Illinois Opera Guildv e dell'emittente televisiva WGN-TV. Tali conferimenti gli procurarono una notorietà internazionale e una presenza ccostante nei palcoscenici d'opera e da concerto per i successivi dieci anni.
Sarebbe rimasto con la compagnia della New York City Opera fino al '75, come baritono nei seguenti ruoli: Lord Nottingham del Roberto Devereux, Scarpia di Tosca, Tonio in Pagliacci , Michele in Il tabarro, Lord Ashton nella Lucia di Lammermoor, Marcello in La bohème, Sharpless in Madama Butterfly nonché come il protagonista del Rigoletto. Nel 1968 fu il John Sorel de Il console di Gian Carlo Menotti all'Israel Music Festival di Tel Aviv, un ruolo che avrebbe replicato per la San Francisco Opera e per la Connecticut Opera, rispettivamente nel '69 nel '71. Con la San Francisco Opera si era esibito anche nei ruoli di Giorgio Germont de La traviata (nel '67), di Tonio in Pagliacci (nel '67) e nel Rigoletto (nel '68).
Fra il '69 e il '73, collaborò regolarmente anche con la Philadelphia Grand Opera Company, cantando nei ruoli di Alfio in Cavalleria rusticana, Valentin nel Faust, David in L'Amico Fritz, Sharpless nella Madama Butterfly, del sommo sacerdote di Dagon in Sansone e Dalila e di Giorgio Germont in La traviata. Nel' 69 interpretò Amonasro dell'Aida con Virginia Zeani e la compagnia del Grand Théâtre de Genève, esibizione alla quale seguirono la parte di Giorgio Belmont con la San Diego Opera e del Renato de Un ballo in maschera, recitato insieme a Plácido Domingo e alla Fort Worth Opera.
Numerose furono anche le apparizioni sui palchi da concerto nelle quali Schwartzman ebbe parti incentrate sull'esecuzione della musica di compositori ebrei. Ad esempio, nel '67 cantò il Sacred Service di Ernest Bloch al Grant Park di Chicago e alla Philharmonic Hall di New York, oltre ad aver partecipato nel '69 e nel '72 al Festival di Musica Ebraica (in spagnolo: Festival de Música Judía) al Palacio de Bellas Artes di Città del Messico.
Nel '73, la sua rappresentazione dell'oratorio Yizkor di Sholom Secunda, realizzata insieme al tenore Richard Tucker, alla soprano Bianca Sauler e al cronista Howard Da Silva, fu trasmessa dall'emittente americana ABC in occasione del 30º anniversario della distruzione del Ghetto di Varsavia.
Anche dopo il ritiro dalla scena operistica, Schwartzman non abbandonò del tutto il cantorato, continuando occasionalmente a dare concerti. Nel 1978, fu nominato cantore al Tempio Beth Sholom in Roslyn Heights, a New York, dove prestò servizio per i dieci anni successivi.  Nel 1988, si trasferì in Florida con la famiglia, dove fu nominato cantore del Tempio Kol Ami in Plantation, un incarico che ricoprì fino al suo pensionamento nel 1995. Durante gli anni del Kol Ami, ha prodotto, diretto e recitato in diversi spettacoli della sinagoga, tra i quali il Fiddler on the Roof e il musical intitolato Milk and Honey.

## Registrazioni
- Cantor Seymour Schwartzman: Synagogue Chants and Israeli Songs (LP). Label: Kolee Records (JE 18)[3]
- The Golden Baritone Voice of Seymour Schwartzman, LP di canti per cantori e canzoni ebraiche, etichetta LaTikva Records (T 91)[18]
- The Two Worlds of Seymour Schwartzman, LP contenente nel lato 1 canzoni d'arte e arie operistiche, e nel lato 2, canzoni di compositori ebrei, fra gli altri. Etichetta POM Records (HAL 11/2)[5]